# 하이지마 히사미
하이지마 히사미(일본어: 蓜島 久美, 1940년 1월 2일 ~ )는 일본의 전 프로 야구 선수이다. 사이타마현 출신이며 현역 시절 포지션은 포수였다.

## 인물
사이타마 현립 오미야 고등학교를 거쳐 1953년 난카이 호크스에 입단했다. 강한 어깨와 강한 타격을 갖춘 포수로서 세간의 주목을 받았지만 쓰쓰이 게이조, 마쓰이 아쓰시가 있었기 때문에 1955년까지 겨우 3경기 출전에만 그쳤고 1년 후배인 노무라 가쓰야가 1956년에 주전 포수 자리를 차지하게 되자, 1959년까지 4년 간 2경기밖에 출전하지 못했다. 1960년 시즌 도중에 다이요 웨일스로 이적했는데 난카이에 소속된 시절 안타를 단 한 개도 치지 못했지만 이듬해인 1961년에 프로 데뷔 후 처음으로 유일한 안타를 쳤다. 1962년을 끝으로 현역에서 은퇴했다.
다이요 시절이던 1962년 9월 22일 주니치 드래건스전에서 미하라 오사무 감독이 일명 ‘아테마 작전’(정찰 오더)을 취하여 7명이나 되는 선수들을 기용했지만 본인은 ‘4번 타자 겸 유격수’로 출전하여 경기 시작과 함께 구와타 다케시와 교체됐다.

## 상세 정보

### 출신 학교
- 사이타마 현립 오미야 고등학교

### 선수 경력
- 난카이 호크스(1953년 ~ 1960년)
- 다이요 웨일스(1960년 ~ 1962년)

### 등번호
- 58(1953년)
- 43(1954년 ~ 1960년 시즌 도중)
- 59(1960년 시즌 도중 ~ 1962년)

### 연도별 타격 성적
| 연 도      | 소 속      | 경 기 | 타 석 | 타 수 | 득 점 | 안 타 | 2 루 타 | 3 루 타 | 홈 런 | 루 타 | 타 점 | 도 루 | 도 루 자 | 희 생 번 | 희 생 플 | 볼 넷 | 고 4 | 사 구 | 삼 진 | 병 살 타 | 타 율 | 출 루 율 | 장 타 율 | O P S |
| ---------- | ---------- | ----- | ----- | ----- | ----- | ----- | ------- | ------- | ----- | ----- | ----- | ----- | -------- | -------- | -------- | ----- | ---- | ----- | ----- | -------- | ----- | -------- | -------- | ----- |
| 1954년     | 난카이     | 1     | 1     | 1     | 0     | 0     | 0       | 0       | 0     | 0     | 0     | 0     | 0        | 0        | 0        | 0     | 0    | 0     | 1     | 0        | .000  | .000     | .000     | .000  |
| 1955년     | 난카이     | 2     | 1     | 1     | 0     | 0     | 0       | 0       | 0     | 0     | 0     | 0     | 0        | 0        | 0        | 0     | 0    | 0     | 0     | 0        | .000  | .000     | .000     | .000  |
| 1958년     | 난카이     | 2     | 3     | 3     | 0     | 0     | 0       | 0       | 0     | 0     | 0     | 0     | 0        | 0        | 0        | 0     | 0    | 0     | 1     | 1        | .000  | .000     | .000     | .000  |
| 1960년     | 다이요     | 13    | 11    | 10    | 0     | 0     | 0       | 0       | 0     | 0     | 0     | 0     | 0        | 0        | 0        | 1     | 0    | 0     | 6     | 0        | .000  | .000     | .000     | .000  |
| 1961년     | 다이요     | 16    | 6     | 6     | 0     | 1     | 0       | 0       | 0     | 1     | 0     | 0     | 0        | 0        | 0        | 0     | 0    | 0     | 5     | 0        | .167  | .167     | .167     | .167  |
| 1962년     | 다이요     | 2     | 0     | 0     | 0     | 0     | 0       | 0       | 0     | 0     | 0     | 0     | 0        | 0        | 0        | 0     | 0    | 0     | 0     | 0        | --    | --       | --       | --    |
| 통산 : 6년 | 통산 : 6년 | 36    | 22    | 21    | 0     | 1     | 0       | 0       | 0     | 1     | 0     | 0     | 0        | 0        | 0        | 1     | 0    | 0     | 13    | 1        | .048  | .048     | .048     | .096  |